# Датун (Хуайнань)
Дату́н (кит. упр. 大通, пиньинь Dàtōng) — район городского подчинения городского округа Хуайнань провинции Аньхой (КНР).

## История
После того, как во время гражданской войны эти места оказались под контролем коммунистов, 18 января 1949 года были учреждены волости Датун (大通乡) и Цзюлунган (九龙岗乡). В ноябре того же года они были преобразованы в посёлки Датун (大通镇) и Цзюлунган (九龙岗镇).
В сентябре 1950 года посёлки Датун и Цзюлунган были подчинены народному правительству города Хуайнань. В мае 1953 года эти посёлки были преобразованы в районы. В апреле 1955 года они были объединены в район городского подчинения Датун.

## Административное деление
Район делится на 1 уличный комитет, 3 посёлка и 1 волость.